# Eric Biwa
Eric Biwa (* 8. Mai 1953 in Vaalgras, Südwestafrika) ist ein ehemaliger namibischer Politiker.
Biwa ist ein ehemaliger Kämpfer der People’s Liberation Army of Namibia (PLAN) im namibischen Befreiungskampf. Er wurde in den 190er Jahren als einer von zahlreichen angeblichen Spionen in Lubango in Angola inhaftiert.
Biwa gründete im Juli 1989 im Rahmen der Unabhängigkeit Namibias das Patriotic Unity Movement (PUM), das schon wenig später in der United Democratic Front of Namibia (UDF) aufging. Für die UDF war er Mitglied der Verfassunggebenden Versammlung Namibias, nachdem Theophelus Soroseb am 28. November 1989 sein Mandat abgelegt hatte. Von 1990 bis 2003 war Biwa Abgeordneter in der Nationalversammlung.
Biwa hält Diploma des Africa Regional Labor Administration Centre (ARLAC) in Kenia (1979) und der CPSU in der damaligen Sowjetunion (1980)  sowie aus Kuba (1984).